# فلاك بانزر
فلاك بانزر (بالألمانية: Flakpanzer) هو مصطلح ألماني يرجع إلى الدبابات المضادة للطائرات (" Flak " استيقت من Flugabwehrkanone, التي تعني«مدفع الدفاع الجوي»," Panzer " استيقت من Panzerkampfwagen التي تعني «مركبة قتال مدرعة»).

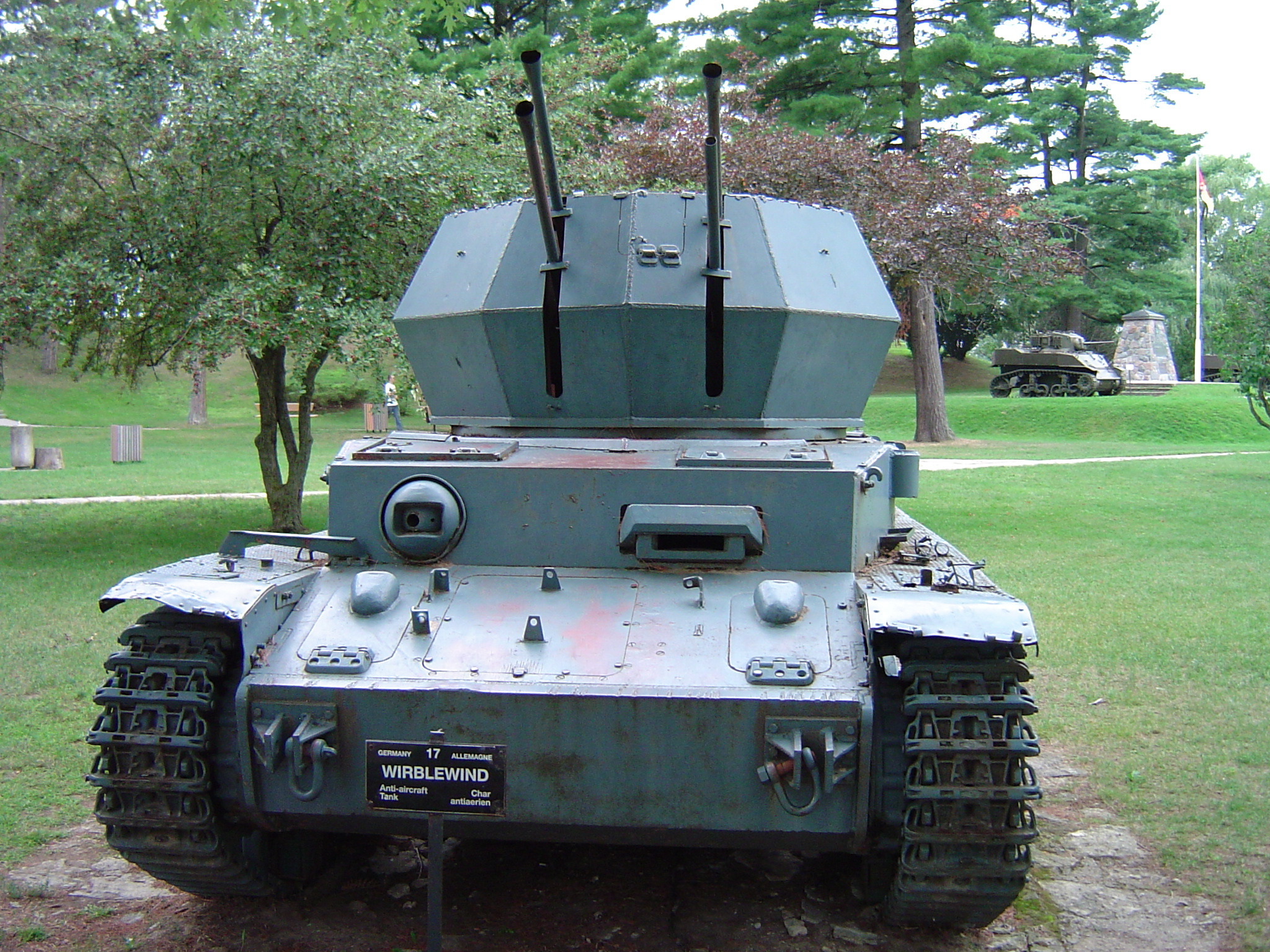
المدفع الرباعي Wirbelwind.

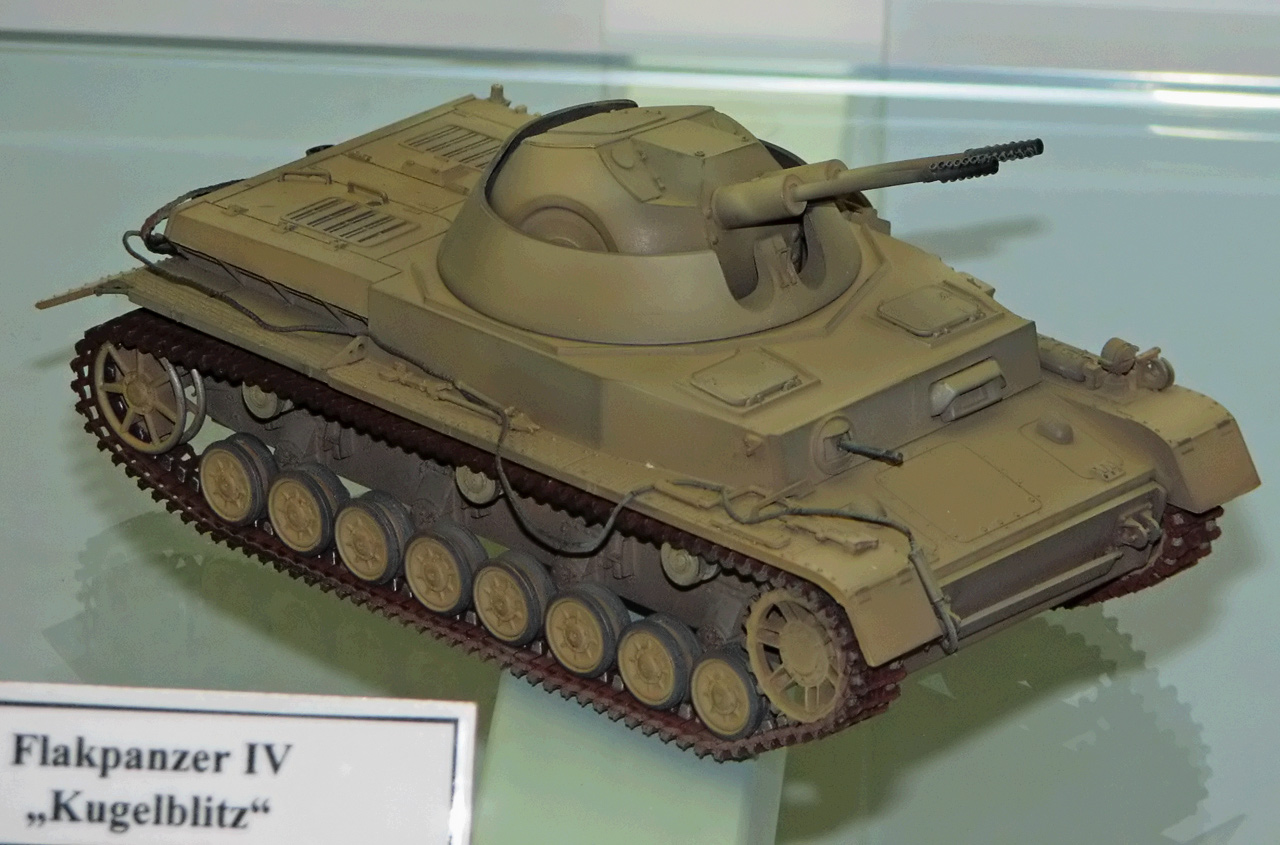
كوغل بليتز (نموذج)

## الاسم
المصطلع يرجع إلى:
- فلاك بانزر 1 , هي نسخة محولة من دبابة بانزر 1 , استخدمت في الحرب العالمية الثانية بشكل محدود ونادر.
- فلاك بانزر 38 (تي), استخدمت في الحرب العالمية الثانية، ارتكز تصميمها على دبابة بانزر 38 (تي) .
- فلاك بانزر 4 , استخدمت في الحرب العالمية الثانية، ارتكز تصميمها على دبابة بانزر 4 , وتم تطويرها في ضوء الأحداث إلى:
  - موبيل فاجن، استخدمت في الحرب العالمية الثانية.
  - Wirbelwind , استخدمت في الحرب العالمية الثانية.
  - أوستويند، استخدمت في الحرب العالمية الثانية.
  - كوغل بليتز، نموذج أولي عند نهاية الحرب العالمية الثانية.
- إم 42 دوستر، استخدمت من قبل الجيش الألماني Bundeswehr (بعد الحرب العالمية الثانية).
- فلاك بانزر جيبارد استخدم من قبل الجيش الألماني Bundeswehr .